# Mr. Natural
Mr. Natural ist das zehnte internationale Musikalbum der Bee Gees.

## Produktion
Nach dem kommerziellen Fiasko des Vorgängeralbums »Life in a Tin Can« bot sich durch den Vertriebsvertrag mit Atlantic Records in den USA Arif Mardin als Produzent für dieses Album an. Er sollte für neue Ideen sorgen, den Bee Gees eine neue Richtung weisen. Die Aufnahmen begannen im November 1973 in den IBC Studios, gefolgt von einer Session in den Command Studios Anfang 1974. Ende Januar schließlich wurden in New York in den Atlantic Studios die letzten beiden Songs fertig gestellt sowie die Orchester-Parts eingespielt. Die Aufnahmen wurden immer wieder durch Konzerte unterbrochen, die die Band eher durch die englische Provinz, als durch Konzertsäle führte. Für ihre Live-Auftritte hatte sich die Band mit Keyboarder Geoff Westley und Schlagzeuger Dennis Bryon, zuvor bei Amen Corner, verstärkt. Beide nahmen auch an den Studioaufnahmen zu »Mr. Natural« teil und besetzten somit die schon länger vakanten Posten in der Band.
Mardins Arbeit ist vom ersten Song an deutlich zu hören. Seine Rhythmus- und Streicherarrangements bescheren den Bee Gees einen neuen, lebendigeren und sehr emotionalen Sound. Barry und Robin Gibb schreiben dazu Songs, wie man sie vorher nur selten gehört hat. Von Easy Listening im Eröffnungstitel „Charade“ bis zu harten Rock-Songs wie „Heavy Breathing“ ist hier beinahe alles zu hören. Und egal welches Genre bedient wird, die Band stellt sich als eine echte, an Live-Auftritten geschulte Einheit dar.
Alle Kompositionen stammen aus den Jahren 1973 und 1974. Alleine „Give a Hand, Take a Hand“ ist eine Barry- und Maurice-Gibb-Komposition aus dem Jahr 1969, die damals von P.P. Arnold als Single veröffentlicht wurde.

### Mitwirkende
- Arrangeur, Dirigent: Arif Mardin
- Toningenieur: Damon Lyon Shaw, Andy Knight (IBC), Alan Lucas (Command), Gene Paul, Lew Hahn (Atlantic)
- Gitarre: Alan Kendall
- Schlagzeug: Dennis Bryon
- Keyboard, Piano: Geoff Westley
- Klarinette: Phil Bodner

## Trackliste
- A1. Charade (Barry & Robin Gibb)
- A2. Throw a Penny (Barry & Robin Gibb)
- A3. Down the Road (Barry & Robin Gibb)
- A4. Voices (Barry, Robin & Maurice Gibb)
- A5. Give a Hand Take a Hand (Barry & Maurice Gibb)
- B1. Dogs (Barry & Robin Gibb)
- B2. Mr. Natural (Barry & Robin Gibb)
- B3. Lost in Your Love (Barry Gibb)
- B4. I Can’t Let You Go (Barry, Robin & Maurice Gibb)
- B5. Heavy Breathing (Barry & Robin Gibb)
- B6. Had a Lot of Love Last Night (Barry, Robin & Maurice Gibb)

## Ausgaben
Das Album erschien 1974 bei RSO, in Deutschland vertrieben von Polydor, in den USA von Atlantic Records.
1990 erschien das Album erstmals auf Compact Disc.
Seit 2008 ist es in Europa nur noch digital verfügbar.
- 1974: RSO 2394 132 (LP)
- 1990: Polydor 833 789-2 (CD)

## Rezeption
»Mr. Natural« verkaufte weltweit noch weniger Einheiten als sein Vorgängeralbum. Trotzdem gab es von einigen Songs hörenswerte Coverversionen. „Charade“ wurde von Samantha Sang 1978 und bereits ein Jahr zuvor von Bill Fredericks aufgenommen. Lea Roberts veröffentlichte eine Version von „Lost in Your Love“ 1975 auf ihrem Album »Lady Lea«. „Give a Hand Take a Hand“ wurde schon 1971 von den Staple Singers adaptiert.

## Bibliografie
- Die ultimative Biografie der Bee Gees: Geschichten der Brüder Gibb von Melinda Bilyeu, Hector Cook, Andrew Môn Hughes, mit Joseph Brennan und Mark Crohan. Starcluster Verlag, Balve, 2007, ISBN 978-3-925005-66-4.
- The Essential Rock Discography von Martin C. Strong, Canongate Books, 2006, ISBN 978-1-84195-985-6.